# King’s Medal for Music
King’s Medal for Music (zunächst als Her Majesty’s Medal for Music, auch The Queen’s Medal for Music) ist eine britische Auszeichnung, welche im Jahre 2005 gestiftet wurde und jährlich an eine Person oder Gruppe von Musikern verliehen wird, welche einen großen Einfluss auf das musikalische Leben der Britischen Nation haben. 

Die 75 mm große Medaille wurde von Bethan Williams entworfen und ist in Silber gegossen. Die Kosten der Medaille und der Verleihung werden ausschließlich von der privaten Kasse der Königin finanziert.

## Verleihungspraxis
Das Nominierungsverfahren für die Verleihung der Medaille wird von einem Ausschuss unter dem Vorsitz des Master of the Queen’s Music, seit 2014 Judith Weir, durchgeführt. Weitere Mitglieder sind Baron Moser, William Lyne, Sir Nicholas Kenyon, Richard Morrison, Sir Humphrey Maud und Michael Berkeley.

## Preisträger
| Jahr | Name                                            |
| ---- | ----------------------------------------------- |
| 2005 | Sir Charles Mackerras                           |
| 2006 | Bryn Terfel                                     |
| 2007 | Professor Judith Weir                           |
| 2008 | Kathryn Tickell                                 |
| 2009 | Sir Colin Davis                                 |
| 2010 | Emma Kirkby                                     |
| 2011 | Nicholas Daniel                                 |
| 2012 | National Youth Orchestra of Great Britain (NYO) |
| 2013 | Thomas Allen                                    |
| 2014 | Simon Halsey                                    |
| 2015 | Oliver Knussen                                  |
| 2016 | Nicola Benedetti                                |
| 2017 | Thea Musgrave                                   |
| 2018 | Gary Crosby                                     |
| 2019 | Imogen Cooper                                   |
| 2020 | Thomas Trotter                                  |
| 2021 | John Wallace                                    |
| 2023 | Sarah Connolly                                  |